# Richard Oliver Collin
Ne doit pas être confondu avec Richard Collin ou Richard Collins.
Pour les articles homonymes, voir Collin.
Richard Oliver Collin, né le 22 avril 1940 à Buffalo (État de New York), est un écrivain, professeur des universités et ancien espion américain.

## Biographie
Enfant d'une famille anglo-irlandaise, il fait ses études à Buffalo et obtient une bourse pour les poursuivre à l'université Harvard. Ces études sont interrompues par l'appel pour effectuer son service militaire. Il reçoit une formation sur les méthodes de renseignements et passe deux ans au département de la Défense des États-Unis dans l'état-major du directeur adjoint du renseignement militaire. Il s'occupe alors des questions relatives au Moyen-Orient et à l'Afrique du Nord. Promu capitaine, il travaille, à la fin des années 1960 et début des années 1970, cinq ans en qualité de fonctionnaire civil de la Defense Intelligence Agency à l'ambassade des États-Unis à Rome. En même temps, il passe une maîtrise universitaire en sciences politiques.
Jusqu'en 1977, il poursuit ses activités au sein des services secrets américains. Il débute ensuite une carrière universitaire à l'Oriel College de l'université d'Oxford. De retour aux États-Unis, il devient à partir de 1984 professeur de science politique à la Coastal Carolina University en Caroline du Sud.  Il est également professeur invité à l'université Queen's de Belfast en 1992 et à l'université de Northampton en 1996.
Il publie d'une part des travaux universitaires et, d'autre part, des romans inspirés de son expérience professionnelle. Sa thèse de doctorat est publié sous le titre The Italian Police and Internal Security from Giolitti to Mussolini et The Woman Who Shot Mussolini est devenu un best-seller en Italie.
En 1980, il publie son premier roman US Go Rome ! (Imbroglio) qui raconte l'histoire d’un complot préparé par la CIA pour empêcher une alliance entre le Parti communiste italien et la Démocratie chrétienne. Selon Claude Mesplède c'est « un roman dense et réussi qui compte parmi les plus drôles des années 1980. »

## Œuvre

### Romans
- Imbroglio, 1980
  - US Go Rome !, Série noire no 1961, 1984
- Contessa, 1994
- The Man With Many Names, 1995

### Ouvrages non fictionnels
- The De Lorenzo Gambit: the Italian coup manqué of 1964, 1976
- The Italian Police and Internal Security from Giolitti to Mussolini, 1983
- The Woman Who Shot Mussolini, 1988
- Winter of fire: the abduction of General Dozier and the downfall of the Red Brigades, 1990

## Sources
- Claude Mesplède, Dictionnaire des littératures policières, vol. 1 : A - I, Nantes, Joseph K, coll. « Temps noir », 2007, 1054 p. (ISBN 978-2-910-68644-4, OCLC 315873251), p. 454.
- Claude Mesplède, Les années "Série noire" bibliographie critique d'une collection policière, vol. 5 : 1982-1995, Amiens, Encrage, coll. « Travaux » (no 36), 2000.